# جائزة سان بطرسبرج الكبرى 2019
جائزة سان بطرسبرج الكبرى 2019 هو سباق فورمولا 1 أقيم بتاريخ 10 مارس 2019. حلّ جوزيف نيوقاردن أولا بينما جاء سكوت ديكسون في المركز الثاني وحصل على المركز الثالث ويل باور.